# Heinrich Schëuch
Heinrich Schëuch (21. juni 1864 i Sélestat – 3. september 1946 i Bad Kissingen) var en preussisk general under 1. verdenskrig. Han gjorde tjeneste i hæren fra 1882 til 1919, da han gik over i reserven. 
Fra 9. oktober 1918 til 2. januar 1919 var han også preussisk krigsminister. 